# Bitwa pod Gravelotte
Bitwa pod Gravelotte-Saint Privat – starcie zbrojne, które miało miejsce 18 sierpnia 1870 roku w trakcie wojny francusko-pruskiej, w odległości 10 kilometrów od Metzu. Bitwa zakończyła się zwycięstwem niemieckim, bowiem marszałek François Achille Bazaine wybrał taktykę defensywną i pozwolił odebrać sobie St.Privat, mimo przewagi po pierwszym dniu bitwy, co niemiecki marszałek polny Helmut von Moltke opłacił stratą ponad 20 000 ludzi, w tym w doborowych oddziałach Gwardii Pruskiej, m.in. w brygadzie gdańskich Huzarów Śmierci. Mimo wielkich strat po stronie pruskiej była to bitwa decydująca o zwycięstwie w całej wojnie i supremacji Niemiec na kontynencie europejskim w następującym półwieczu.

## Początek starcia

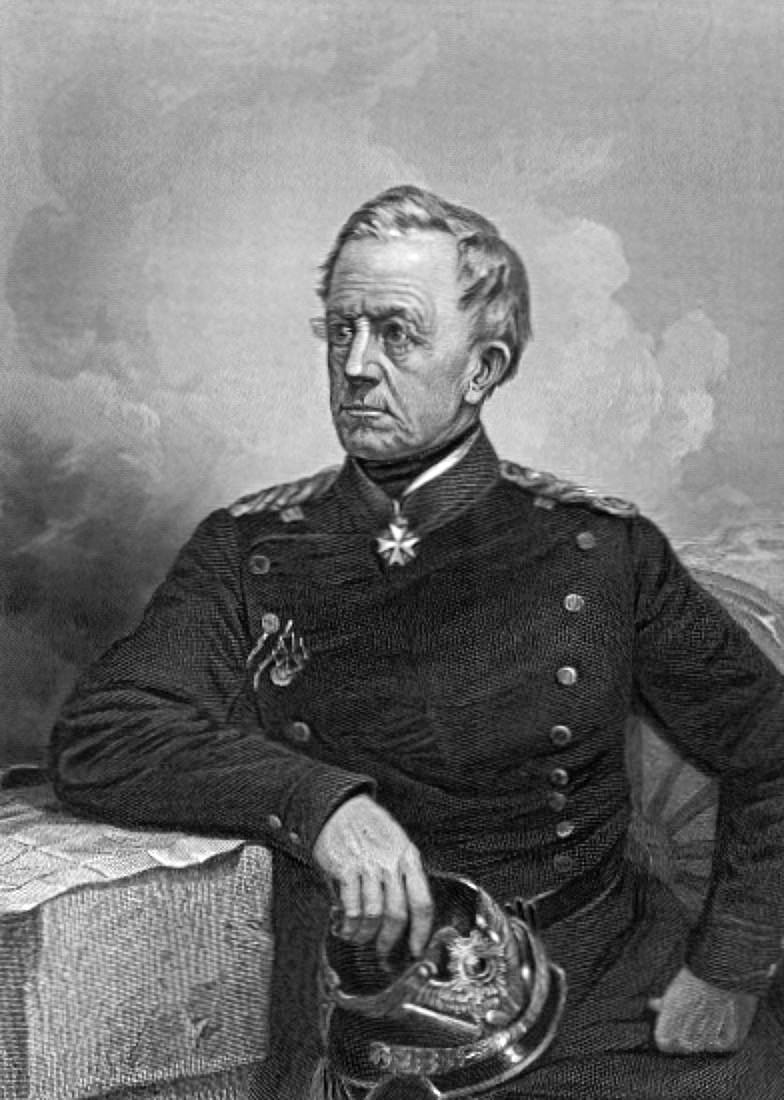
Marszałek Helmut von Moltke

Po przegranej bitwie pod Spicheren francuska Armia Renu cofała się na zachód by po kolejnej nieudanej walce pod Mars-la-Tour zawrócić w kierunku Metzu, bowiem jej dowódca stracił wiarę w zwycięstwo. Postępujące za nią armie pruskie Moltkego dopadły Francuzów pod Gravelotte, rozpoczynając bitwę, która mogła skończyć się niemiecką przegraną. Tak się jednak nie stało.
Jak wiele innych operacji wojennych zaplanowanych przez Helmuta von Moltke, także ta opierała się na elastycznym skoncentrowaniu sił i ich współdziałaniu.
Francuzi zgrupowali swoje siły główne na pozycji przypominającej kanciastą podkowę, wybrzuszeniem zwróconą na zachód. Na północy pozycję, w oparciu o miasteczko St. Privat, zajął VI Korpus marszałka François de Canroberta. Niżej, w oparciu o wioskę Amanvillers, rozlokował się IV Korpus generała Louisa Ladmiraulta. Dalej w pozycji centralnej stał III Korpus marsz. Edmonda Le Bœufa, a na południu znajdował się II Korpus gen. Charlesa Frossarda. W odwodzie centrum czekał Korpus Gwardii pod dowództwem gen. Charlesa Bourbakiego, północ ubezpieczała 1 DKaw, a południe - 3 DKaw. Marszałek Achille Bazaine umieścił swój punkt dowodzenia mniej więcej 3 kilometry za III Korpusem Leboufa, w Plappeville.
Prusacy ciężar swoich sił przesunęli bardziej na północ. Naprzeciw Canroberta miały znaleźć się 1. i 2. Dywizja Gwardii oraz jednostki XII Korpusu Saskiego (23. i 24. dywizja). W centrum naprzeciw Francuzów znalazły się 25., 18. i 15. dywizja. Na południu, naprzeciw styku II i III Korpusu francuskiego, mając za plecami miasteczko Gravelotte, zgrupowane zostały pozostałe siły pruskie - 3., 4., 14., 16. dywizje oraz 1 DKaw. 13. dywizja została wysunięta daleko na południe w okolice Ars, aby wywierać nacisk na lewe skrzydło Frossarda. Jako odwód Moltke zatrzymał cztery dywizje kawalerii. Razem oddziały pruskie liczyły 210 batalionów piechoty, 133 szwadronów kawalerii i 732 działa (w sumie ponad 188 tysięcy ludzi).
Atakujące oddziały pruskie napotkały niezwykle silny opór, bowiem przeciwnik wykorzystał noc i wczesne godziny poranne, by okopać się i ustawić na pozycjach działa i mitraliezy. Francuzi mieli lepsze, odtylcowe karabiny Chassepota, których donośność wynosiła 1400 metrów, podczas gdy niemieckie karabiny Dreysego miały donośność rzędu zaledwie 550 metrów. W trakcie trwania wymiany ognia niemieckie stalowe działa produkcji koncernu Krupp wykazały się zdecydowaną wyższością nad odlewanymi francuskimi działami ładowanymi odprzodkowo.

## Pierwsze natarcie pruskie
Do starcia pierwsza ruszyła pruska II Armia, rozpoczynając potyczki na pierwszej linii. Dowodzący tą armią książę Fryderyk Karol Hohenzollern popełnił błąd, biorąc posterunki francuskie w okolicach Amanvillers za straż tylną uchodzącego przeciwnika. Nie czekając na pozostałe jednostki nakazał intensywne ataki frontalne, które jednak nie przyniosły sukcesu, lecz duże straty. Dopiero o 10:30 Moltke, który pojawił się na pierwszej linii i obejrzał francuskie pozycje, poprawił błąd księcia, nakazując saskiemu XII Korpusowi szerokie obejście St. Privat i prawej flanki Francuzów. W sztabie pruskim rozpoczęły się dyskusje nad sensem zmasowanego czołowego uderzenia i chwilowo zapanowała zgoda, że takie postępowanie to niepotrzebny upust krwi.
Około godziny 12 w południe (opóźnienie spowodowane trudnościami transportowymi, ponieważ eszelony armii pruskiej nie mogły pokonać bagnistych dróg) dowódca IX Korpusu pruskiego generał Albrecht von Manstein rozwinął swoją artylerię i podjął ostrzał artyleryjski pozycji francuskich (III i IV Korpusu - głównie okolic Amanvillers). Wciąż nie otrzymywał ze sztabu wytycznych ani informacji zwiadowczych odnośnie do sił przeciwnika, zdecydował się więc wysłać naprzód rezerwę artylerii i pchnął do ataku frontalnego 18. dywizję (wprost na styk francuskiego III i IV Korpusu). Na przedpole wysunięto 54 działa IX Korpusu, które zaczęły ostrzeliwać Amanvillers i francuskie baterie pod Montigny la Grange. Tym razem jednak francuscy artylerzyści byli w lepszej sytuacji i razem z piechurami zaczęli wystrzeliwać pruskich kanonierów.

## Natarcie generała von Steinmetza
Słysząc kanonadę od strony IX Korpusu generał Karl von Steinmetz kazał VII Korpusowi generała Heinricha von Zastrowa i VIII Korpusowi Augusta von Goebena dołączyć do słabnącego centrum. Tym samym otwarcie złamał rozkaz Moltkego z poprzedniego dnia, który oddawał VIII Korpus pod dowództwo 2 Armii. 150 dział wzmocnionej w ten sposób 1 Armii wytoczyło się na przedpole umocnionej pozycji Frossarda i zaczęło morderczy ostrzał. Moltke, gdy się o tym dowiedział, wydał von Stainmetzowi bezwzględny rozkaz czekania na znak do generalnego natarcia.
Von Steinmetz czekał do godziny 15:00, gdy VII i VIII korpus oraz 1 DKaw znalazły się na podejściach pod francuską linię obrony, pod wąwozem Mance. Wtedy siedem pruskich pułków, opuszczonych przez swoją artylerię i kawalerię, pomaszerowało wprost na 140 dział, kartaczownice i kilka francuskich dywizji uzbrojonych w Chassepoty. Nastąpiła rzeź, a pułki w rozsypce i z wielkimi stratami rzuciły się do ucieczki, co widział król zdegustowany zachowaniem żołnierzy. Gdyby Bazaine kontratakował w tym momencie, bez wątpienia rozniósłby 1 Armię.
Tymczasem dywizje gwardii naciskały już silnie na Canroberta i Ladmiraulta, a XII Korpus saski maszerował jak mógł najszybciej z zadaniem oflankowania Francuzów. Sasi i Prusacy zdołali zmasować całą artylerię (ok. 180 dział) i skierowali ostrzał na francuskie korpusy VI i IV. Okopy francuskie pod Amanvillers i St. Privat były systematycznie niszczone. W ciągu popołudnia na dywizje Ladmiraulta i Canroberta spadło 20 000 pocisków. Ostrzał dezorganizował dowodzenie, zasypywał i niszczył okopy, podpalał zabudowania. Mimo świetnie przygotowanych pozycji Francuzi stracili tysiące zabitych od ognia artylerii (70% francuskich ofiar bitwy to ofiary artylerii; u Prusaków odwrotnie – 70% od ognia piechoty).

## Natarcie generała von Württemberga
Późnym popołudniem szala bitwy zaczynała wyraźnie przechylać się na stronę Prusaków, gdyż marszałek Bazaine całkowicie zignorował prośby Canroberta o posiłki i odmawiał dosłania na pierwszą linię zapasową amunicję, jaką miały na stanie oddziały rezerwowe. Canrobert nie był więc stanie przeszkodzić marszowi Sasów, których ruch widział ze swojej pozycji. Wszystko szło teraz po myśli Moltkego.
Nie na długo. Prusacy mieli potrójnego pecha – po pierwsze dowódca korpusu gwardii generał August von Württemberg uznał, że milczenie francuskich dział oznacza słabnięcie francuskiej obrony (w rzeczywistości przygniecionych pruskim ogniem), po drugie zależało mu bardzo żeby zgarnąć laur zwycięstwa zanim nadciągną Sasi, po trzecie wreszcie jego oficerowie, którym zależało na jak najszybszym skróceniu dystansu i przekroczeniu "dziury Chassepota", zgrupowali żołnierzy w zwarte kolumny. O 17:00 wydał rozkaz uszykowania całego pruskiego korpusu gwardii (1. i 2. dywizja) w kolumnach szturmowych u stóp St. Privat. Francuzi nie byli w stanie uwierzyć swemu szczęściu. Gdy zwarte oddziały pruskie pojawiły się przed ich frontem, francuscy strzelcy otwarli ogień salwowy. W krótkim czasie gwardia pruska straciła 8000 zabitych i rannych, a reszta rozpierzchła się w panice. Nie lepiej wiodło się heskiej 25. dywizji na prawo od gwardii, która musiała nacierać przez  odkryty teren w sam środek pozycji Ladmitraulta. Francuski ogień dziesiątkował całe bataliony. Sam tylko korpus generała von Württemberg stracił w tym ataku więcej ludzi, niż cała pruska armia w bitwie pod Sadową. Linia 2 Armii była w całkowitej rozsypce.

## Nacisk saskiego XII Korpusu na północy
Około 19:00 Sasi osiągnęli rejon Roncourt, na północny wschód od Canroberta, rozwinęli czternaście baterii artylerii i otworzyli ogień. Canrobert, jeszcze chwilę temu rozważający kontruderzenie na korpus gwardii, natychmiast zrezygnował z tego pomysłu. Jego oddziały rozpoczęły samorzutny, nieskoordynowany odwrót. Później okazało się, że wiele z kompanii w oddziałach Canroberta po prostu przestało walczyć. Niektóre, przy stanie etatowym ok. 100 ludzi, odesłały 20-30 na tyły w celu "przygotowania posiłku". Załamanie VI korpusu wystawiło na ogień pruski także Ladmiraulta, którego oddziały także zaczęły załamywać się w panice. Na prawym skrzydle niezbędna stawała się pomoc odwodów.

## Fatalny rozkaz Bazaine'a

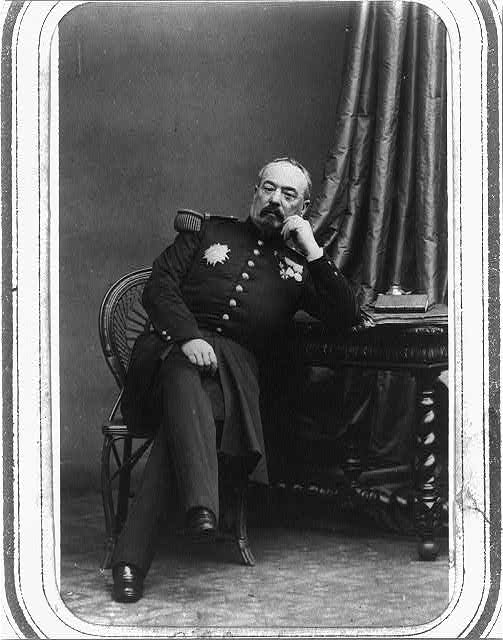
Marszałek François-Achille Bazaine

Canrobert wielokrotnie podczas bitwy prosił Bazaine'a o zaopatrzenie (kończyły mu się pociski do armat i amunicja karabinowa) oraz uzupełnienia, ale nic z tego nie otrzymał. Generał Charles Bourbaki, dowódca rezerw, starał się być do końca wierny rozkazom. Tymczasem rozkazy Bazaine'a stały się kompletnie niezrozumiałe - np. "Niech pan skieruje swoje oddziały gdziekolwiek uzna pan za stosowne."
Bourbaki wysłał jednego z oficerów sztabowych (kapitana de Beaumont) na rekonesans do St. Quentin (do Frossarda). Miał tam sprawdzić czy Prusacy zagrażają południowej flance. Gdyby było bezpieczne, Bourbaki miał zamiar pomaszerować na prawe skrzydło do Canroberta i Ladmirautla. Niestety, kapitan de Beaumont w drodze powrotnej do Bourbakiego o godzinie 16:30 napotkał Bazaine'a i jego sztab. Bazaine rozpoznał kapitana, zatrzymał go, a następnie podyktował słynny rozkaz, który potem był dowodem na procesie samego Bazaine'a: "Proszę poinformować generała Bourbakiego, że winien ostrzec marszałka Canroberta, iż się wycofuje." Kapitan de Beaumont rozkazu nie zrozumiał, poprosił więc o weryfikację: "Czy chodzi o to, że marszałek Canrobert powinien się wycofać po poinformowaniu o tym generała Bourbakiego, czy też generał [Bourbaki] powinien się wycofać po poinformowaniu o tym marszałka Canroberta?". Wyjaśnienie brzmiało: "To generał Bourbaki powinien dać znać marszałkowi Canrobertowi, że już go dłużej nie wspiera, a następnie wycofać się do obozu."
W tym czasie Bourbaki już wyruszył do Amanvillers, by wspomóc Ladmiraulta. Gdy dotarł do niego de Beaumont z rozkazem, Bourbaki znalazł się w sytuacji bez wyjścia, a ruch kolumn rezerwy został zatrzymany. Gdy wreszcie zmienił zdanie i wysłał jedną ze swoich dywizji na pomoc Ladmiraultowi, było już za późno. Świeże oddziały zostały zepchnięte przez bezładne fale żołnierzy, opuszczających pozycje pod Amanvillers. Odwrót tych sił był kompletną katastrofą – nie było wyznaczonych dróg odwrotu, punktów zbiórki, rozkazów, czy oficerów kierujących masami żołnierzy. Oficerowie sztabowi, którzy zgłaszali się do Bazaine'a z prośbą o radę, w odpowiedzi słyszeli: "Wyznaczono wam wasze pozycje. Trzeba było ich bronić. Jak macie teraz kłopoty, to wyłącznie wasza wina".

## Ostatni szturm generała von Steinmetza
Wyraźne załamywanie się francuskiego frontu ośmieliło generała von Steinmetza do podjęcia kolejnej próby osiągnięcia zwycięstwa. Namawiany przez króla, przy milczącej dezaprobacie Moltkego, zmontował kolejne uderzenie resztek VIII Korpusu von Goebena i II Korpusu generała Eduarda von Fransecky’ego. Zapadał już zmierzch, ale tak jak poprzednio oddziały wspinające się po łagodnym wzniesieniu wprost na pozycje Frossarda i Le Bœufa natrafiły na celny i intensywny ogień francuski, pod którym załamały się i wycofały.
Sprawę pogorszyła pruska artyleria strzelająca na oślep z St. Privat, której pociski rozrywały się między własnymi szeregami. W wyniku zamieszania i ciemności, niektóre bataliony II Korpusu otworzyły bratobójczy ogień do żołnierzy VIII Korpusu cofających się w panice spod ognia batalionów Frossarda. Po raz drugi w centrum pozycji masy pruskich piechurów rzuciły się do ucieczki. Analogiczna sytuacja panowała po stronie francuskiej. Żołnierze 23. pułku piechoty po prostu siedzieli w swoich okopach w ogóle się z nich nie wychylając, nie prowadząc walki. Identyczna sytuacja panowała w wielu oddziałach II i III Korpusów francuskich, które z zapadnięciem ciemności pozostały na swoich pozycjach.
Po zakończeniu bitwy Moltke dopiął swego i generał von Steinmetz – mimo przyjaźni króla – otrzymał mało zaszczytną nominację na komendanta Poznania i odesłany z frontu.

## Koniec i skutki bitwy
Około godziny 22. ogień artyleryjski powoli zaczął milknąć. W sztabie niemieckim wydawało się jeszcze, że bitwę wygrali Francuzi, ale w nocy oddziały francuskie zaczęły się cofać na całej linii. Bazaine, mimo oczywistego sukcesu, nie podjął decyzji o ataku na wyczerpane wojska pruskie. Marszałek Francji wolał wycofać się do Metzu, gdzie wkrótce jego armia znalazła się w okrążeniu, a po dwóch miesiącach zmuszona została do kapitulacji.
Straty po obu stronach były ogromne, szczególnie po stronie pruskiej, gdzie zginęło, zostało rannych lub zaginęło ponad 20 tysięcy żołnierzy i oficerów. Straty Francuzów wyniosły około 7800 zabitych oraz 4400 jeńców (przeważnie rannych, ujętych już po bitwie). Większość poległych żołnierzy pruskich to ofiary mitraliez i karabinów Chassepot, podczas gdy większość ofiar po stronie francuskich to efekt ostrzału przez doskonałe armaty Kruppa.  
W rezultacie niezrozumiałego wycofania się i oddania pola, oblężone w Metzu i Sedanie armie francuskie skapitulowały, a wojna została - ku zaskoczeniu obserwatorów wygrana przez Prusy, które – narzuciwszy Francji bardzo ciężkie warunki – w sali lustrzanej Pałacu Wersalskiego (decydował o tym Bismarck) ogłosiły w dniu 18 stycznia 1871 roku powstanie cesarstwa, a król Prus został – jako Wilhelm I – cesarzem niemieckim.